# Schizopyga nitida
Schizopyga nitida är en stekelart som beskrevs av Dmitriy R. Kasparyan 1976. Schizopyga nitida ingår i släktet Schizopyga och familjen brokparasitsteklar. Inga underarter finns listade i Catalogue of Life.